# Antoni Subirà
Antoni Subirà Claus (Mataró, Barcelona, 19 de febrero de 1940 - Premiá de Mar, Barcelona, 7 de enero de 2018) fue un político español. Fue uno de los fundadores —junto con Miquel Roca y Jordi Pujol— y miembro de la Mesa Nacional del partido Convergència Democràtica de Catalunya. Fue Consejero de Industria, Comercio y Turismo de la Generalidad de Cataluña hasta noviembre de 2002. Doctor Ingeniero Industrial por la Escuela de Ingenieros de Tarrasa en 1962, obtuvo el título de máster en ciencias en el Massachusetts Institute of Technology de Cambridge en 1965. Profesor en el IESE, escuela de negocios de la Universidad de Navarra.

## Vida política
Subirà fue, junto con Jordi Pujol, Miguel Roca y Antón Canyelles, uno de los fundadores del partido político Convergència Democràtica de Catalunya en la clandestinidad, en 1974. Asumió distintas responsabilidades en el partido hasta que, instaurada ya la democracia, es elegido Diputado por CiU en las elecciones al Parlamento de Cataluña en abril de 1980, cargo que renovó en 1984. Fue Portavoz del grupo parlamentario de CiU en el Parlamento desde febrero de 1982 hasta diciembre de 1989. 
En 1989 fue nombrado consejero del Departamento de Industria y Energía, cargo que desempeña hasta junio de 1996, fecha en que pasa a ser Consejero de Industria, Comercio y Turismo de la Generalidad de Cataluña hasta finales de 2002. Ha impulsado la internacionalización del sistema de producción catalán y extendió la implantación de infraestructuras tecnológicas avanzadas de servicios a diferentes sectores. 
Como consejero, formó parte de numerosos consejos, entre los que se cuentan la presidencia de la COPCA, Institut Català de Consum, Institut Català de Tecnologia, Turisme de Catalunya, Centro Internacional de Métodos Numéricos de la Universidad Politécnica de Cataluña, Catalana d'Iniciatives, el ICEX y Fira Internacional de Barcelona. 
Después de Jordi Pujol, es el miembro de CiU que más años ha permanecido en el Gobierno catalán.

## Datos biográficos
Nacido en el seno de una familia de industriales, obtuvo el doctorado en la Escuela de Ingenieros de Tarrasa en 1962, viajó a los EE. UU. con una beca Fullbright, obteniendo allí un máster en ciencias en el Massachusetts Institute of Technology (MIT) de Cambridge en 1965. Posteriormente regresó a Barcelona, donde fue director del programa MBA y profesor en el IESE -en la asignatura de dirección económica-.
Fue presidente del consejo de administración del diario Avui entre 1979 y 1988. 
Fue Presidente de la Mesa Consejera de The Competitiveness Institute (TCI) y de la fundación Clusters and Competitiveness, y miembro de la Mesa Consejera de Mercapital y Air Products, además de Professor of Financial Management en el IESE. También ha impartido clases en Harvard y ha sido consultor de empresas como Cepsa, Nestlé, IBM, y ACESA.
La política industrial de Subirà se apoyó en cuatro ejes: internacionalización, calidad/competitividad, recursos y desarrollo, y equidad, utilizando la metodología de grupo desarrollada por el profesor Porter. 
En noviembre de 2003, recibió la condecoración de la Order of the Rising Sun with Golden Rays and Neck Ribon. 
Se casó y tuvo tres hijos y seis nietos. Era aficionado a la lectura, a la música, y a deportes como la vela o el tenis[cita requerida].

## Obras
- Present i futur de l'economia catalana (1999)
- La internacionalització de la indústria catalana (2002)
- Polítiques per a la competitivitat. Una experiència de govern (2007)